# Guadua magna
Guadua magna är en gräsart som beskrevs av Ximena Londoño och Tarciso S. Filgueiras. Guadua magna ingår i släktet Guadua och familjen gräs. Inga underarter finns listade i Catalogue of Life.